# アフリカ主導中央アフリカ共和国国際支援ミッション
アフリカ主導中央アフリカ共和国国際支援ミッション（アフリカしゅどうちゅうおうアフリカきょうわこくこくさいしえんミッション、フランス語: Mission internationale de soutien à la Centrafrique sous conduite africaine、英語: African-led International Support Mission to the Central African Republic、MISCA）は、アフリカ連合が管轄する国際連合平和維持活動である。
2013年12月5日に、国連憲章第7章に基づき、中央アフリカ共和国へのフランス軍事介入を認める国連安保理決議が採択されたによって、MISCAが成立された。中央アフリカ共和国へMISCAの兵員は3600人から6000人に達する予定。
2014年5月28日、バンギ市内でキリスト教の教会が襲撃を受け、市民17人が死亡。襲撃を阻止できなかったMISCAに対し、地域住民の不満が高まり翌日からデモが発生。同月30日には、数千人がブルンジの基地に押し寄せ、一部が内部への侵入を試みたため、ブルンジ軍側が群衆に対して発砲。3人が死亡した。